# Ghetto di Vilnius
Il Ghetto di Vilnius, in lingua tedesca Ghetto Wilna, fu uno dei maggiori tra i ghetti nazisti istituiti nel corso della seconda guerra mondiale dal Terzo Reich nei territori occupati del cosiddetto Reichskommissariat Ostland. L'intera popolazione ebraica fu confinata nel centro della città di Vilnius durante l'occupazione nazista della Lituania. Solo poche migliaia di persone tra le decine di migliaia confinate nel ghetto sopravvissero all'Olocausto. La maggior parte di loro fu uccisa nei pressi di Vilnius a Paneriai (Massacro di Ponary), attualmente un sobborgo della città.

## Storia
Prima della seconda guerra mondiale la popolazione ebraica a Vilnius era di circa 60 000 persone. Nonostante ripetuti episodi di tensione ed antisemitismo, la città era sin dal XVI secolo uno dei centri più vitali della presenza ebraica nell'Est europeo, tanto da meritarsi il titolo di "Gerusalemme dell'est"
L'annessione all'Unione sovietica nel giugno 1940 divise la locale comunità ebraica, tra coloro che avevano simpatie socialiste e coloro che, sionisti o borghesi, furono oggetto di persecuzione e deportazione.
Le truppe tedesche entrarono a Vilnius il 24 giugno 1941, due giorni dopo l'inizio dell'Operazione Barbarossa. Le violenze antiebraiche cominciarono immediatamente. Il 27 giugno molti giovani ebrei furono arrestati per le strade e costretti al lavoro forzato, non tutti fecero ritorno a casa. Il 4 luglio cominciarono le prime esecuzioni sommarie nella foresta di Ponary, a dieci chilometri da Vilnius, esecuzioni che si sarebbero protratte fino all'agosto 1944. Lo stesso giorni i nazisti ordinarono la creazione di un Judenrat, responsabile di eseguire i loro ordini. Circa 21 000 ebrei perirono negli eccidi prima ancora dell'istituzione del ghetto.

Mappa del ghetto di Vilius, suddiviso tra il Ghetto piccolo e il ghetto grande

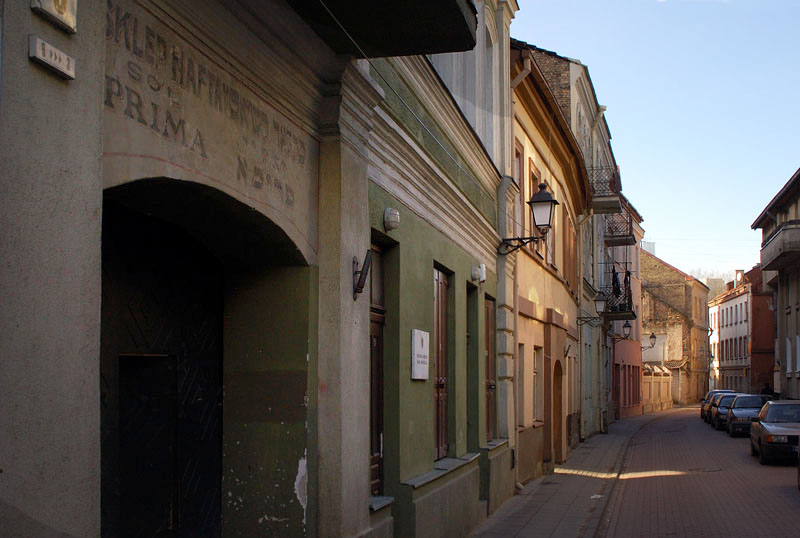
Immagine attuale di una strada del ghetto

Le operazioni per la creazione del ghetto ebbero inizio il 31 agosto 1941. Si cominciò con un rastrellamento che servì a "ripulire" le zone della città che si volevano adibire a ghetto, in cui oltre 10.000 ebrei furono condotti a morire a Ponary. Il 6-7 settembre la rimanente popolazione ebraica fu confinata in due aree,  dette ghetto grande e ghetto piccolo, entrambe nella parte vecchia della città, separate dalla Vokiečių gatvė (in yiddish Deitsche Straße). Il ghetto grande era riservato alle persone con permesso di lavoro e alle loro famiglie; l'altro alle persone "inabili". Con la scusa di trasferire gruppi da un ghetto all'altro; migliaia di persone furono condotte nel luogo di esecuzione a Ponary dove le squadre speciali di SS e collaborazioni lituani procedevano alla loro uccisione e sepoltura. Nell'ottobre del 1941 il ghetto piccolo era stato completamente liquidato. Alla fine dell'anno rimanevano in vita a Vilnius solo circa 15 000 ebrei nel ghetto grande.
Durante il 1942 e l'inizio del 1943 cessarono i massacri e il ghetto poté godere di un periodo di relativa tranquillità. Nonostante le difficilissime condizioni di vita dovute al freddo, alla scarsezza di cibo e al sovraffollamento, gli organi di autogoverno ebraici, sotto la ferrea guida di Jacob Gens, si adoperarono con successo per tenere sotto controllo la situazione igienico-sanitaria, prevenire la diffusioni di malattie, distribuire cibo e vestiti ai più poveri. Si mantennero in vita le istituzioni culturali, un giornale locale in lingua yiddish, si organizzarono concerti e spettacoli teatrali.
La notizia dei massacri a Ponary ormai circolava tra gli abitanti del ghetto ed alcuni gruppi di ebrei decisero di dar vita ad un'organizzazione di resistenza armata (la Fareynikte Partizaner Organizatsye, FPO), che fu ufficialmente costituita il 21 gennaio 1942. La resistenza però, scarsamente dotata di armi e di mezzi, non riuscì a convincere le autorità del ghetto e la maggior parte della popolazione ad unirsi in una rivolta. Quando nel luglio 1943 il capo della FPO Yitzhak Wittenberg si vide costretto a consegnarsi ai tedeschi per evitare una rappresaglia e si suicidò in carcere, la resistenza rinunciò a perseguire l'obiettivo di una rivolta nel ghetto per concentrarsi piuttosto sulla formazione di un'unità partigiana nella foresta in cui potessero trovare accoglienza i fuggitivi dal ghetto.
Nell'agosto del 1943 i nazisti cominciarono il processo di liquidazione finale del ghetto sotto la direzione di Oberscharführer Bruno Kittel. Il primo passo fu il trasferimento di 7 000 persone nei campi di lavoro in Estonia. Il presidente dello Judenrat, Jacob Gens, fu ucciso il 14 settembre. Quanti non riuscirono a fuggire nella foresta, unendosi ai partigiani, o trovarono rifugio presso amici non-ebrei, furono uccisi a Ponary o inviati nei campi di sterminio della Polonia. I pochi "abili" furono deportati nel campo di concentramento di Vaivara in Estonia (circa 2 000 uomini) o nel campo di concentramento di Riga-Kaiserwald in Lettonia (circa 1 500 donne) o trasferiti in piccoli campi di lavoro locali. Tra il 23 e il 24 settembre del 1943 il ghetto poteva dirsi completamente svuotato di ogni presenza ebraica.
Al termine della guerra, i superstiti del ghetto di Vilnius saranno tra i 2 000 e i 3 000, il 5% dell'originaria popolazione ebraica della città. Il gruppo più consistente di circa 250 persone sopravvisse nel campo di lavoro HKP 562, dove il maggiore della Wehrmacht Karl Plagge si adoperò attivamente con qualche successo per la sopravvivenza delle sue maestranze.
Oggi solo poche migliaia di ebrei risiedono a Vilnius.